# Mr. Natural (álbum de Bee Gees)
Mr. Natural es el duodécimo álbum de The Bee Gees, lanzado en mayo de 1974. Fue el primer álbum de los Bee Gees en ser producido por Arif Mardin, quien fue parcialmente responsable del gran éxito del grupo con Main Course. Mr. Natural no generó hits, pero representó un importante punto en la evolución de los Bee Gees mostrando algo más que simples baladas pop. El álbum muestra una fuerte influencia del soul de Filadelfia, vista en canciones como "Throw a Penny". Por otra parte tenemos a "Mr. Natural", un tono infeccioso de Rock and Roll y "Charade". Aquellos con gran capacidad auditiva pueden oír en que se volverá el famoso falsetto de Barry Gibb en la segunda voz de "Dogs".
La canción con tintes de góspel "Give A Hand, Take A Hand" fue escrita en 1969 y fue posteriormente interpretada por The Staple Singers en 1971.

## Lista de canciones
1. "Charade" – 4:13 (Barry Gibb/Robin Gibb)
2. "Throw a Penny" – 4:49 (B. Gibb/R. Gibb)
3. "Down the Road" – 3:25 (B. Gibb/R. Gibb)
4. "Voices" – 4:52 (B. Gibb/R. Gibb/Maurice Gibb)
5. "Give a Hand, Take a Hand" – 4:48 (B. Gibb/M. Gibb)
6. "Dogs" – 3:45 (B. Gibb/R. Gibb)
7. "Mr. Natural" – 3:49 (B. Gibb/R. Gibb)
8. "Lost in Your Love" – 4:38 (B. Gibb)
9. "I Can't Let You Go" – 3:47 (B. Gibb/R. Gibb/M. Gibb)
10. "Heavy Breathing" – 3:27 (B. Gibb/R. Gibb)
11. "Had a Lot of Love Last Night" – 4:07 (B. Gibb/R. Gibb/M. Gibb)

- Datos: Q1088209